# Quinquennat d'or
L'expression Quinquennat d'or (en italien : Quinquennio d'oro), également appelé Quinquennio ou encore la Juventus del Quinquennio, désigne la période historique de cinq années du club de football italien del Foot-Ball Club Juventus durant la première moitié des années 1930.
Composée de joueurs d'importance, tels que Gianpiero Combi, Virginio Rosetta, Umberto Caligaris, des oriundi Luis Monti, Renato Cesarini et Raimundo Orsi ainsi que de Felice Borel, la Juventus devient la première équipe de l'histoire du football italien à remporter cinq championnats d'Italie consécutifs, titres conquis entre les saisons 1930-31 et 1934-35. En même temps, le club atteignit la demi-finale de la coupe d'Europe centrale durant quatre années consécutives, confirmant le club à être une des meilleures équipes européennes de l'entre-deux-guerres,.
Entraîné durant quatre de ces cinq saisons par Carlo Carcano, un des précurseurs du schéma tactique Metodo (un 2-3-2-3 appelé également le WW), le club vit beaucoup de ses joueurs être appelés en sélection avec l'équipe d'Italie, vainqueur de la coupe internationale (ancêtre de l'actuel championnat d'Europe des nations) et surtout de la coupe du monde 1934. En pleine période dorée, également importante pour l'énorme impact social généré, la Juventus inaugura en 1933 son Stadio Comunale (aujourd'hui Stadio Olimpico).

## Historique
« Le lien entre la famille Agnelli et la Juventus, joints par cinq scudetti au début des années trente, ont posé les bases de ce qui sera le football italien dans la seconde moitié du dernier siècle. Il fera simplement de l'équipe bianconera la fiancée d'Italie, la reine indiscutée de notre football, aimée par des millions de tifosi du nord au sud de la péninsule [...]. »

— Guido Luguori et Antonio Smargiasse, Calcio e Neocalcio: Geopolitica e prospettive del football in Italia, 2003

### Le schéma tactique

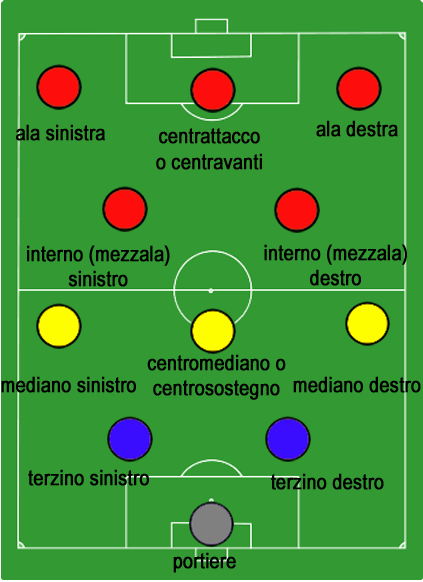
Disposition des joueurs sur le terrain selon le schéma tactique Metodo durant les années 1930.

La Juventus de la première moitié des années 1930 du utilisait le système de jeu Metodo, innovation pour l'époque, schéma tactique appliqué par la sélection italienne. 
Inspiré de l'école danubienne, ce système, sous forme d'un 2-3-2-3 en forme de « WW » (disposition des joueurs sur le terrain), dérivé du système de la Pyramide (2-3-5), prévu pour soutenir les attaquants de l'équipe, Cesarini, lui qui était spécialisé dans le fait d'inscrire des buts importants toujours dans les ultimes fins de matchs (plus tard surnommé Zone Cesarini) ainsi que Ferrari.
Monti le milieu défensif (lien entre la défense et l'attaque), participait grandement à la construction du jeu, entre les deux milieux défensifs latéraux Varglien I et Bertolini, qui affrontaient les ailiers adverses.
Le front défensif, confié au célèbre trio Combi-Rosetta-Caligaris (considéré comme un des meilleurs trio défensifs de tous les temps), eut une meilleure sécurité, ce qui faisait bénéficier au milieu de terrain d'une meilleure consistance numérique que lors des formations précédentes.
En outre, un tel schéma rendait possible la réalisation de manœuvres d'attaques et de contre-attaques plus rapides et efficaces qu'avant.
Le front de l'attaque bianconera, avec des joueurs de couloirs rapides comme Sernagiotto et Orsi ainsi que les avant-centres Vecchina puis Borel II, fut l'acteur principal des 434 buts inscrits par l'équipe en matchs officiels durant cette période (384 en tournoi national et 50 en coupe).

### Saisons

#### Saison 1930-1931: l'arrivée de Carlo Carcano
En 1931, la Juventus se renforce avec l'ex-défenseur de l'Alexandrie Calcio et de l'équipe d'Italie Carlo Carcano (qui était avant assistant préparateur technique et assistant entraîneur de la Squadra Azzurra), à la tête de l'équipe turinoise à la place de l'écossais Billy Aitken. 

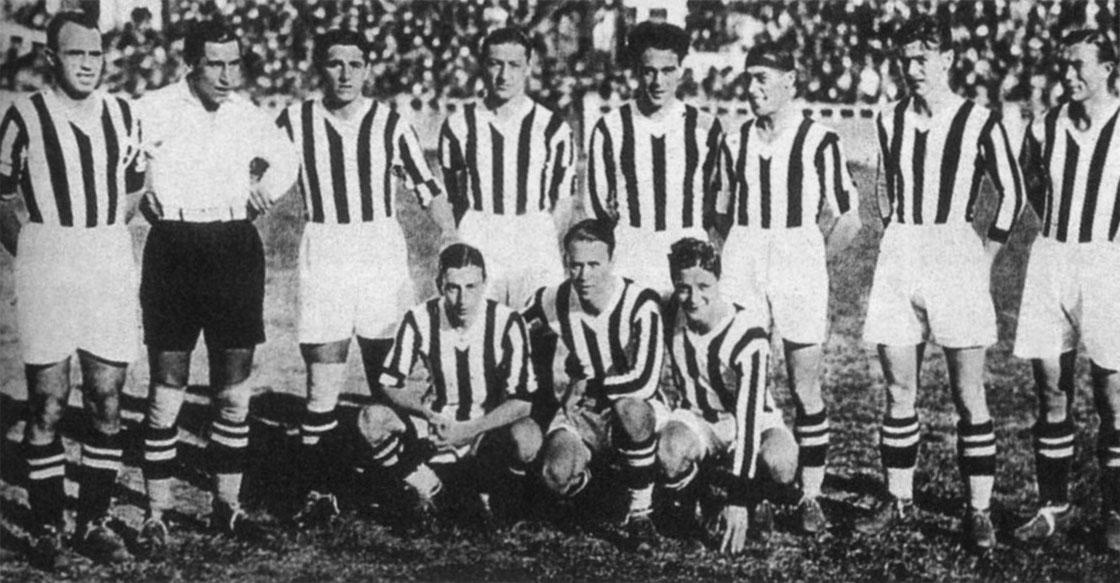
Juventus 1930-31

Le club enregistre également les arrivées du milieu offensif Giovanni Ferrari, également ex-joueur alexandrin, du défenseur Luigi Bertolini et de l'avant-centre Giovanni Vecchina.
Avec l'entraîneur-psychologue Carcano, le seul à avoir remporté quatre scudetti d'affilée dans l'histoire du football italien, la Signora commence le championnat 1930-31 avec 8 victoires de suite, gagnant 16 points sur 16 possibles, un record qui tiendra durant 74 saisons. Après un tête à tête contre l'AS Roma de l'attaquant Rodolfo Volk à partir de la 22e journée, la victoire du 21 juin par 1 à 0 à Milan contre les champions en titre de l'Ambrosiana-Inter lors de la 33e journée, couronne la Juventus du titre de champion d'Italie, avec une grande prestation de Raimundo Orsi (troisième meilleur buteur de la compétition avec 20 buts). La Juventus remporte son 3e scudetto avec 55 points (4 points d'avance sur les giallorossi à la fin du tournoi), pour 79 buts inscrits et 37 buts encaissés.
Ambitieuse internationalement, la Dame atteint les quarts-de-finale de la coupe d'Europe centrale, mais est battue contre les tchécoslovaques du Sparta Prague des attaquants Oldřich Nejedlý et František Kloz sur le score de 3-2 lors du 3e match du 2 septembre 1931, après des aller-retour très serrés (2-1 à l'aller le 12 juillet et 0-1 au retour le 22 juillet).

#### Saison 1931-1932: quatrième scudetto et demi-finale de la Coupe d'Europe centrale

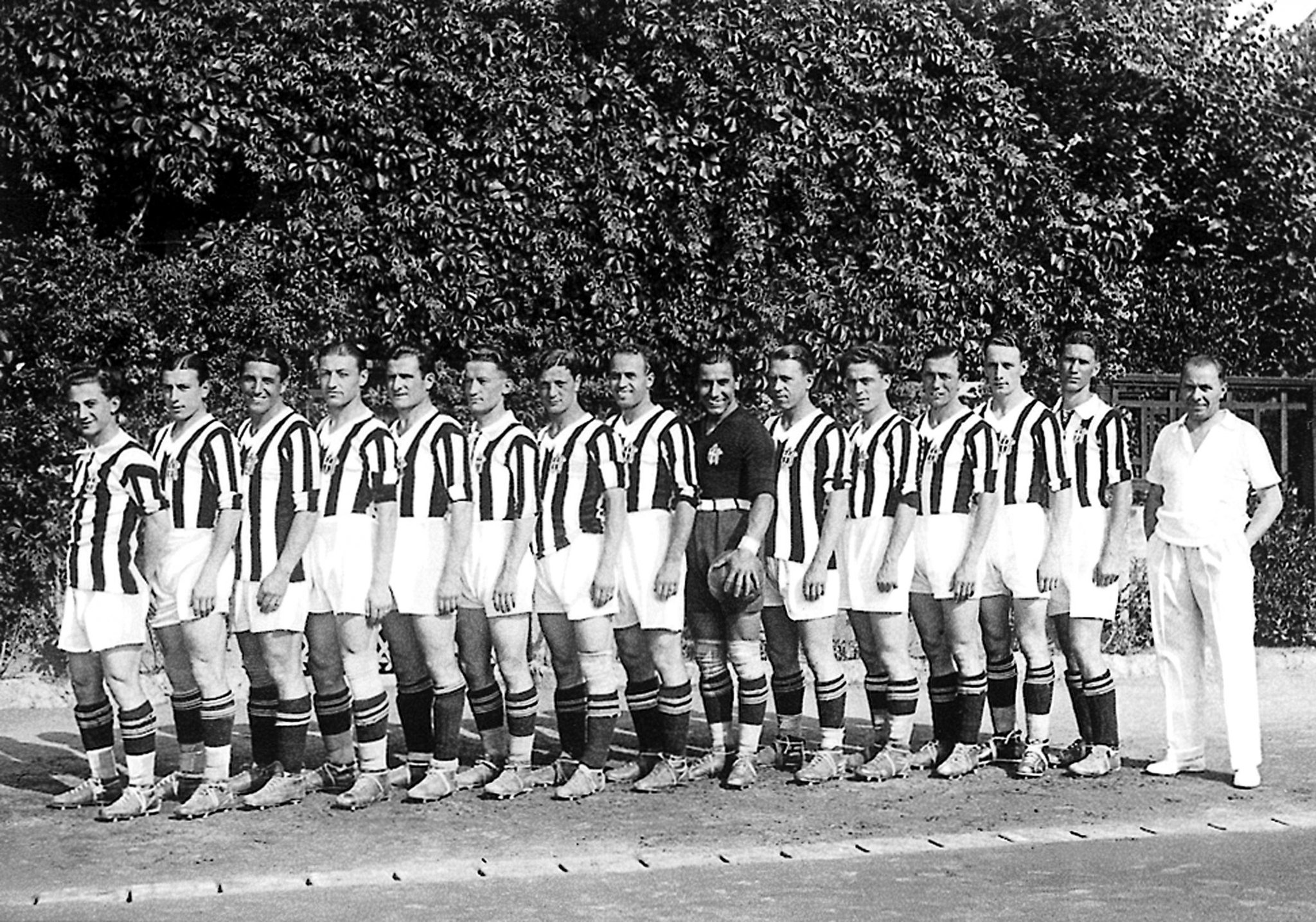
Juventus 1931-32

La saison suivante devient une intense bataille, surtout lors de la phase retour, entre la Juventus, championne en titre, et le Bologne de l'oriundo Angelo Schiavio, l'autre grosse équipe de ce tournoi. La victoire bianconera au retour par 3 buts à 2 contre les bolonais, le 1er mai 1932 à domicile au Corso Marsiglia de Turin, fut capitale pour l'obtention de ce second scudetto consécutif, quatrième de son histoire. La Juve peut remercier la détermination de ses joueurs, notamment Luigi Bertolini et Luis Monti, après le succès 3-0 contre Brescia le 29 mai. 
Madame finit son championnat avec 54 points, un de moins que la saison précédente (4 de plus que les émiliens et 14 de plus que les romains), pour 89 buts marqués et 38 encaissés, avec la meilleure attaque du tournoi. Le club remporta 10 victoires consécutives lors de la phase retour (un record tenu pendant 74 ans en championnat italien), ajouté à cela un triomphe le 6 mars 1932 au Corso Marsiglia 7 à 1 contre la Roma, la plus lourde défaite romaine de son histoire en championnat, représentant aux yeux des tifosi juventini une revanche, celle de la déroute subie par la Ville Éternelle une année avant, ainsi que l'intérêt des rencontres directes entre l'argentin Monti et le bolonais Schiavio, « ennemis » en championnat, mais coéquipiers en sélection. 

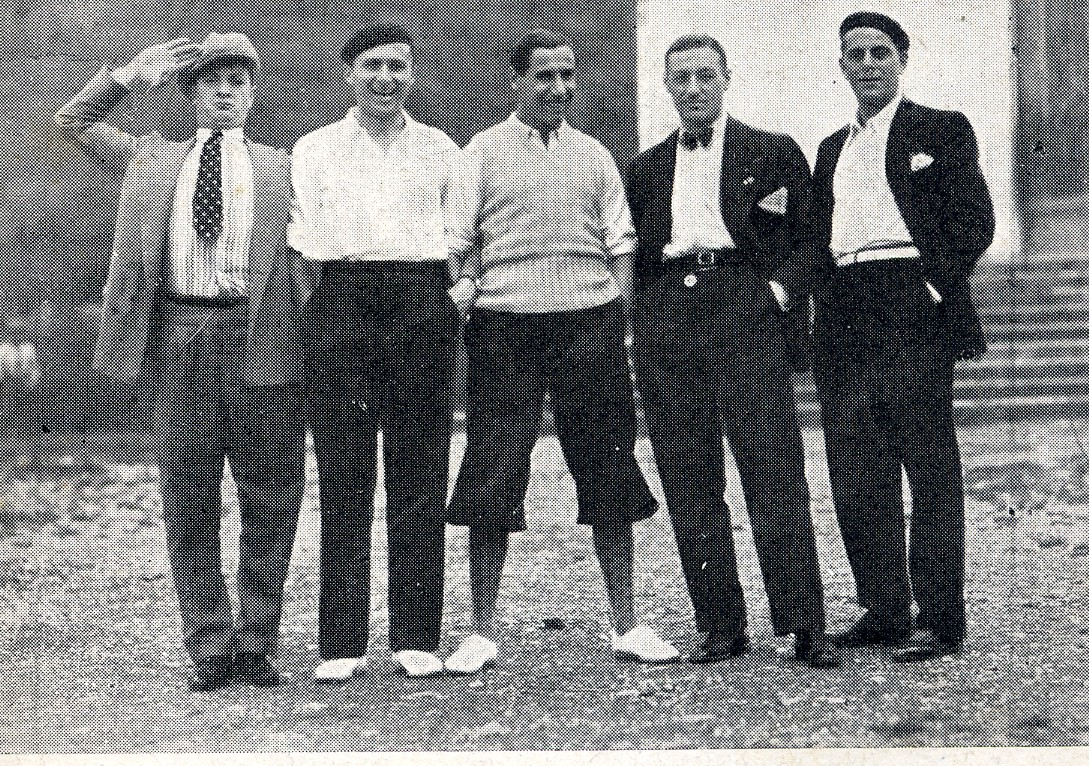
Les juventini Renato Cesarini, Pietro Sernagiotto, Gianpiero Combi, Umberto Caligaris et José Maglio en la saison 1931-32

Sur le plan sociétaire, le baron Giovanni Mazzonis devient le « bras droit » du président Edoardo Agnelli.
La formation bianconera arrive pour la première fois en demi-finale de la coupe d'Europe centrale en 1932 après avoir éliminés les Hongrois de Ferencváros de György Sárosi par 4 buts à 0 au match aller le 29 juin à Turin (buts d'Orsi, Sernagiotto et doublé de Cesarini) puis grâce à un nul 3 partout au retour à Budapest quatre jours après. Au cours de ce dernier match, l'arbitre autrichien Braun avait désigné 3 penalty en faveur des Hongrois, qui suscitèrent une forte polémique, car l'un d'entre eux fut sifflé à 5 minutes de la fin du match.
En demi-finale, les Italiens rencontrèrent le Slavia Prague, une des meilleures équipes du monde, noyau de la sélection tchécoslovaque vice-championne du monde 1934. Au cours du premier match, le 6 juillet 1932 à Prague, le public tchécoslovaque envahit le terrain à la suite des tensions entre le juventino Cesarini et le masseur du Slavia, ainsi qu'entre Rosetta et l'ailier tchécoslovaque Antonín Puč. L'arbitre Braun (le même que contre Ferencváros), reprend le jeu après l'avoir arrêté durant 10 minutes et avoir expulsé Cesarini, et siffle une faute à la 86e pour le Slavia, le match se terminant sur une lourde défaite 4 à 0.

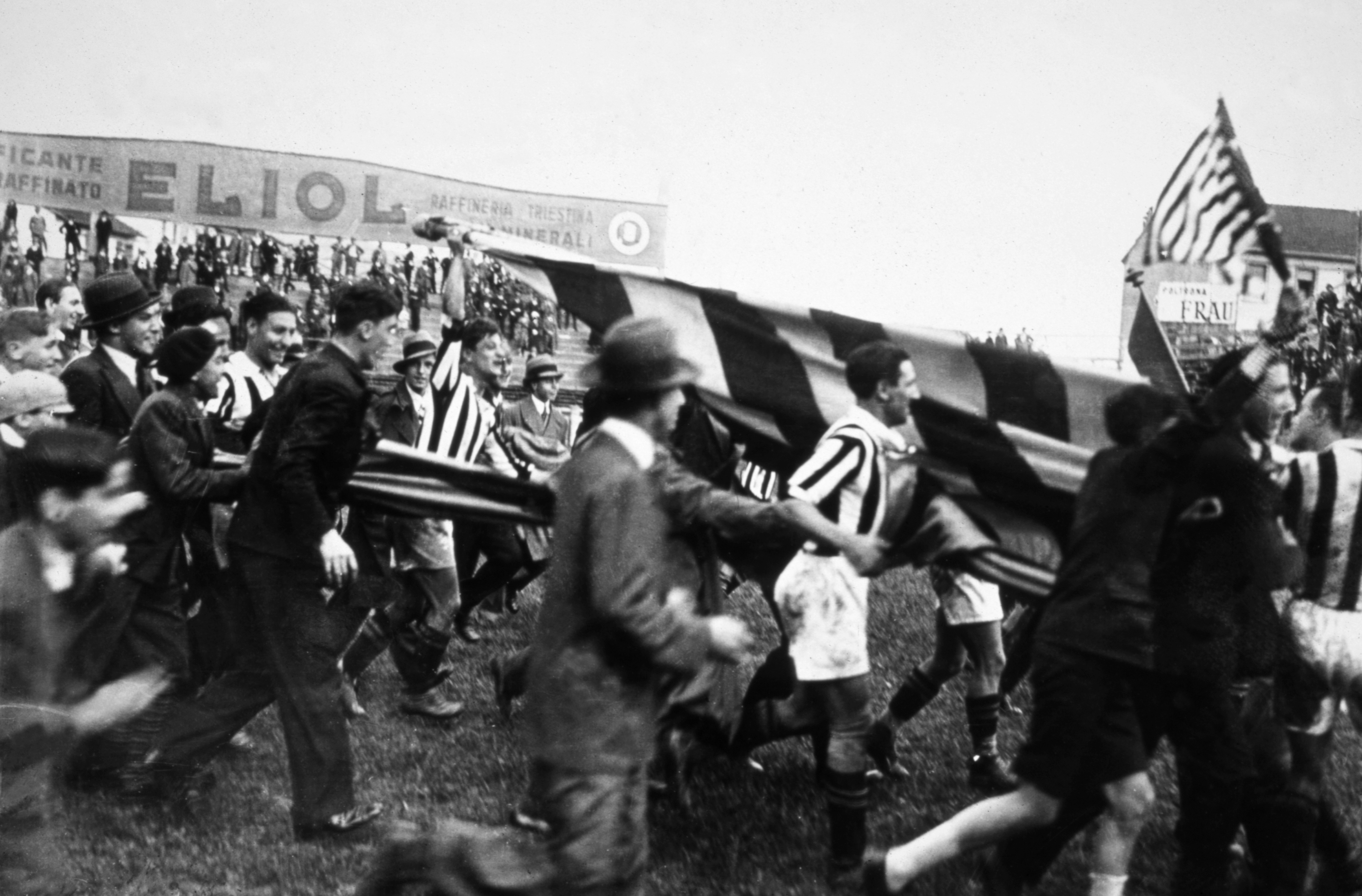
Les célébrations des footballeurs et des supporters pour le quatrième scudetto de l'histoire bianconera, le 29 mai 1932 au stade de Corso Marsiglia.

Le match retour se joue quatre jours plus tard au Corso Marsiglia (Turin). Durant la première mi-temps, la Juventus gagnait sur le score de 2-0 avec des buts rapidement inscrits de Renato Cesarini, meilleur buteur du tournoi avec 5 buts, et de Orsi. Au début de la seconde partie, le gardien de but du Slavia František Plánička (considéré avec le bianconero Combi et l'Espagnol Zamora comme le meilleur gardien de son époque), se retrouve au sol « comme mort », probablement à cause d'une pierre lancée par les supporters de la Juventus, mécontents du jeu slave excessif (qui multipliaient les obstructions et pertes de temps). Ses coéquipiers l'entourèrent et l'emmenèrent à l'abri, sans ensuite retourner sur le terrain, puis restèrent cloîtrés dans leur vestiaires plusieurs heures, avec 1500 policiers et soldats formant autour d'eux un cordon de sécurité. Ils se retirèrent et, par conséquent, le match fut suspendu. Les médecins de la Juventus vinrent dans les vestiaires examiner le portier tchécoslovaque, sans trouver de marques de lésions. Ils pensèrent alors à un malaise, mais le geste anti-sportif de la part de la Juve ne permit pas la qualification pour la finale, malgré les joueurs bianconeri clamant leur innocence dans cet incident. Le comité disqualifia donc les deux clubs de la compétition.

#### Saison 1932-1933: troisième scudetto d'affilée
Lors de la saison 1932-33 arrive au Torino Football Club le joueur de Verceil Teobaldo Depetrini et l'oriundo brésilien Pietro Sernagiotto. Ce fut également au cours de cette saison que fit ses débuts, à 18 ans, du jeune avant-centre Felice Placido Borel II, qui devient capocannoniere du championnat avec 29 buts en 28 matchs, lui qui deviendra un des meilleurs attaquants de l'histoire la Signora et de la sélection.

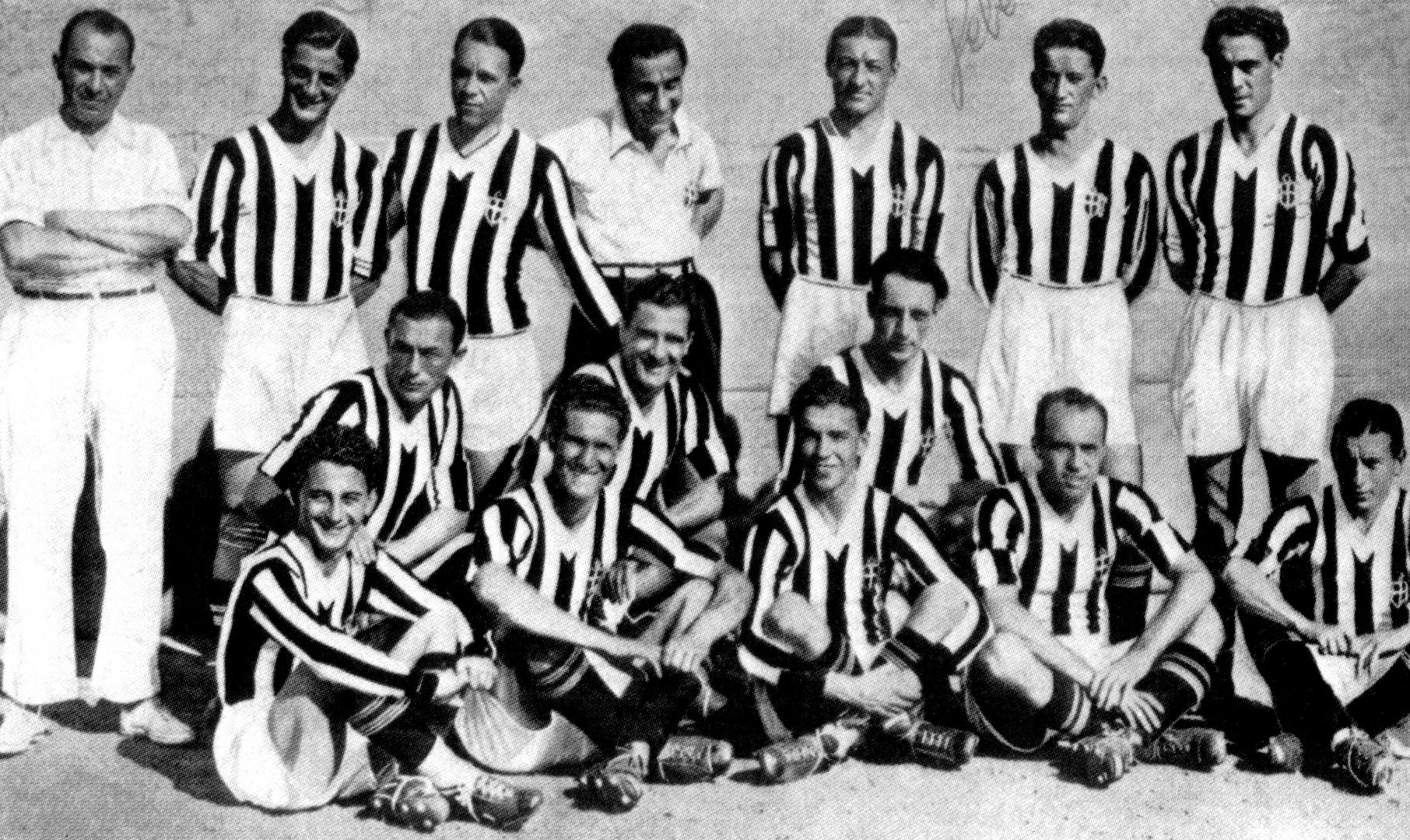
Juventus 1932-33

Le début de championnat fut amère pour les bianconeri: deux défaites en trois journées, contre l'Alessandria 3 buts à 2 et contre le Napoli d'Attila Sallustro 1 à 0. La Juventus rejoignit tout de même la première place du championnat en battant le Torino lors du derby à la 10e journée, pendant une série de 9 victoires consécutives. Avec une phase retour mémorable (13 victoires en 17 rencontres), l'équipe juventina est nommée pour la troisième fois consécutive championne d'Italie à deux jours de la fin du tournoi, après une victoire sur le Milan 3-0 le 16 juin 1933. Les bianconeri terminent avec 54 points en championnat (8 points en plus sur son ennemi milanais Ambrosiana-Inter, principal prétendant au scudetto), avec 83 buts inscrits et 23 encaissés, record dans la compétition. À noter le match du 18 décembre 1932 à Turin (Juventus 3-0 Ambrosiana-Inter) joué devant 14000 spectateurs au Stadio di Corso Marsiglia, rapportant une recette de 140 000 lires.
En quarts-de-finale de la Coupe d'Europe centrale, la Juventus rencontre l'Újpest FC. La double victoire du club turinois (4-2 à l'aller et 6-2 au retour à la fin juin 1933) le qualifie pour la demi-finale pour la seconde saison consécutive, mais la Juve fut battue par les autrichiens de l'Austria de Vienne (0-3 puis 1-1) du célèbre avant-centre Mathias Šindelář, futur vainqueur du tournoi. Le joueur bianconero Raimundo Orsi, finit, quant à lui meilleur buteur de la compétition avec 5 buts.

#### Saison 1933-34: l'inauguration duStadio Comunaleet laNazio-Juve
| Combi Varglien I Rosetta (C) Monti Caligaris Bertolini Sernagiotto Borel II Orsi Cesarini Ferrari |

Au cours de la saison 1933-34, la Juventus fait son entrée dans le stade le plus moderne d'Italie: le Stadio Comunale (successivement rebatisé Stadio Comunale Vittorio Pozzo puis, après les JO d'hiver de Turin 2006, le Stadio Olimpico), avec une haie métallique de deux mètres qui divisait les 65 000 places du terrain de jeu, qui fut inauguré le 14 mai 1933 sous le nom de Stadio Municipale di Torino Benito Mussolini. 
Ce nouveau stade, situé sur la Via Filadelfia, fut au départ construit pour accueillir les Jeux universitaires mondiaux puis la coupe du monde 1934 l'année suivante (La Juventus utilisera le Comunale pour tous ses matchs à domicile jusqu'à la finale de la coupe UEFA 1989-1990).
Par la même occasion, le siège bianconera change d'endroit, passant de Corso Marsiglia à la Via Bogino 12, premier changement de siège depuis 11 ans.
Les bianconeri terminent leur phase aller de ce 5e championnat de Serie A avec cinq points d'avantage sur l'Ambrosiana-Inter de Giuseppe Meazza, malgré la différence réduite à un point en faveur des rivaux lombards à la fin de leur rencontre directe lors de la 26e journée (Juventus 0-0 Ambrosiana-Inter le 1er avril 1934). 
Lors des 7 dernières journées du championnat, l'équipe bianconera enchaîna 7 victoires, gagnant 14 points sur 14 possibles, dont un succès le 15 avril sur le Brescia Calcio 2 buts à 1 qui propulsa le club piémontais à la première place du tournoi pour la première fois de la saison avec 43 points. La Juventus remporte ensuite le titre de champion d'Italie pour la 4e fois d'affilée avec 53 points, 88 buts pour et 31 contre. L'avant-centre juventino Borel II remporte le titre de meilleur buteur de la compétition pour la seconde fois consécutive avec 31 buts.

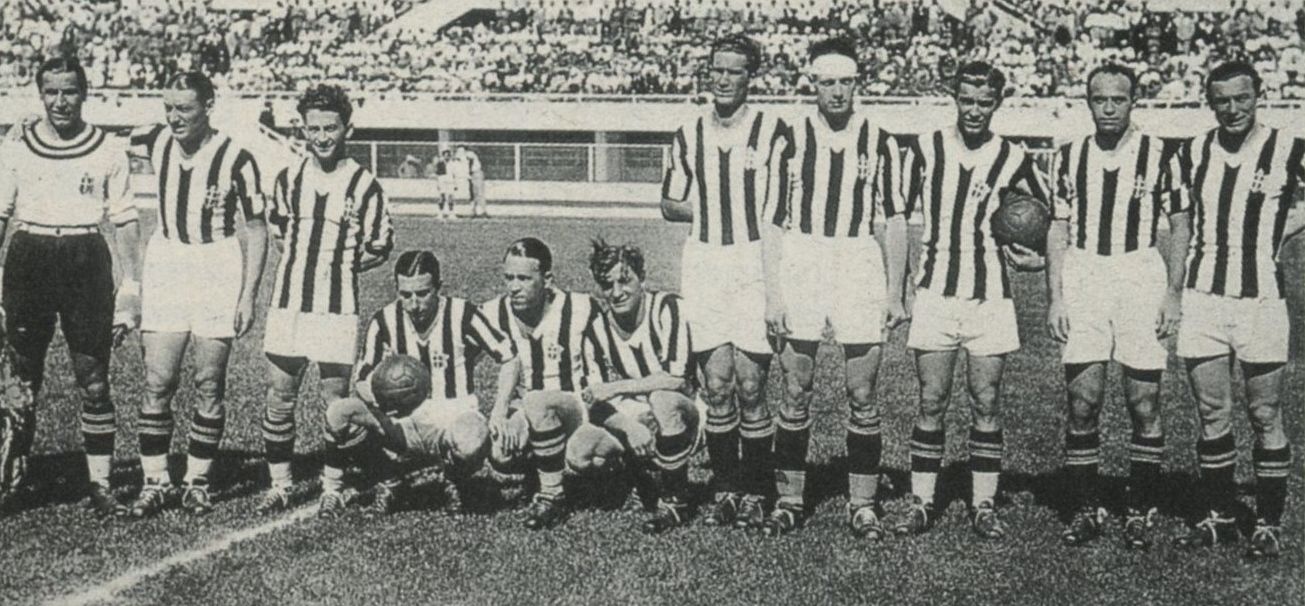
Juventus 1933-34

Le calendrier du championnat fut modifié à partir de la seconde moitié de la phase retour comme conséquence de la participation de la sélection nationale au mondial de football, remportant le trophée avec neuf joueurs turinois (dont cinq furent titulaires durant le tournoi) parmi les 22 convoqués. Ces joueurs furent également l'axe de l'Italie de Pozzo durant les premières deux éditions de la Coupe internationale (des périodes 1927-1930 et 1931-1932), durant la phase préparatoire pré-mondiale ainsi que durant le mondial de 1934, période appelée la Nazio-Juve,.
Après l'aventure en coupe du monde, le gardien de but Gianpiero Combi, capitaine bianconero et champion du monde avec la nazionale, quitte le club multi-champion d'Italie après 11 ans passés au club, et prend sa retraite footballistique.

#### Saison 1934-35: Juventus quintuple championne d'Italie
À l'automne 1934 a lieu un changement sur le banc bianconera, avec l'entraîneur Carcano (licencié pour de lourdes insinuations sur sa vie privée, à l'époque fasciste mal tolérée en Italie) remplacé par les intérimaires Benè Gola l'ingénieur (un des dirigeants juventino à l'époque) et l'ex-joueur Carlo Bigatto I.
Avec un âge moyen de l'équipe élevé (33 ans de Monti, Orsi et Caligaris, 32 de Rosetta), la Juventus enrôle le jeune Alfredo Foni, et sort de son centre de formation Guglielmo Gabetto et Pietro Rava. Les turinois, avec le gardien de but Cesare Valinasso à la place de Combi, rejoignent la première place au classement général de ce sixième championnat de football de Serie A, le premier à 16 équipes, une semaine après le début du tournoi avec son triomphe à domicile 2 buts à 1 contre le Napoli, mais fut doublé à la fin de la phase aller par la Fiorentina avec une différence de 3 points. Le championnat devint alors une lutte serrée entre les bianconeri, la viola et les nerazzurri de l'Ambrosiana-Inter, de la 20e journée jusqu'à la fin de la compétition. Les bianconeri remportèrent leur 5e scudetto consécutivement lors de l'ultime match grâce à un but de Giovanni Ferrari à quelques minutes de la fin du match contre la Fiorentina de Pedro Petrone (1 à 0 le 2 juin 1935 à Florence) et grâce à la défaite de l'Ambrosiana-Inter contre la Lazio à Rome (un résultat identique à celui du 5 mai 2002). La Juventus finit ce trente-cinquième tournoi italien avec 44 points, deux de plus que les milanais et cinq de plus que la viola, avec 45 buts inscrits et 22 encaissés, le club devenant la meilleure défense du championnat pour la seconde fois en trois ans. À noter les 49 matchs à domicile sans défaite, de 1933 à 1935.
Le journaliste Bruno Roghi raconte ici le cinquième scudetto consécutif bianconero dans La Gazzetta dello Sport du 4 juin 1935 :

« Encore une fois l'éloge de la discipline et de la volonté. Encore une fois la reconnaissance que la Juventus, en parlant peu et à voix basse, comme le font les bonnes familles, ne perd pas parce qu'elle ne se disperse pas. Les victoires, sont pour elle des numéros à mettre en file et à additionner, ne servent pas à bavarder. C'est une équipe, et une société, qui quand elle gagne exulte, lorsqu'elle perd réfléchie. D'autres délirent quand ils gagnent, et sont abattus lorsqu'ils perdent. Le métier, pour la Juventus, signifie ceci : l'avenir d'une victoire peut s'appeler défaite, mais l'avenir d'une défaite doit s'appeler revanche… Mais la Juventus a eu à dire quelque chose de différent. Elle a dit que les matchs peuvent se gagner ou se perdre sur le terrain selon les lois variables qui président les jeux de balle, qu'il s'agisse de petites boules d'ivoire ou de balles de cuir. Mais elle a dit que les championnats se perdent ou se gagnent, essentiellement, avec le social. Les victoires sportives ne sont pas seulement des faits techniques, ou esthétiques. Elles sont des faits moraux. Sous ce point de vue, la Juventus est bien restée cadrée. Bien pour sois-même, bien pour ses adversaires, bien pour le sport national. »

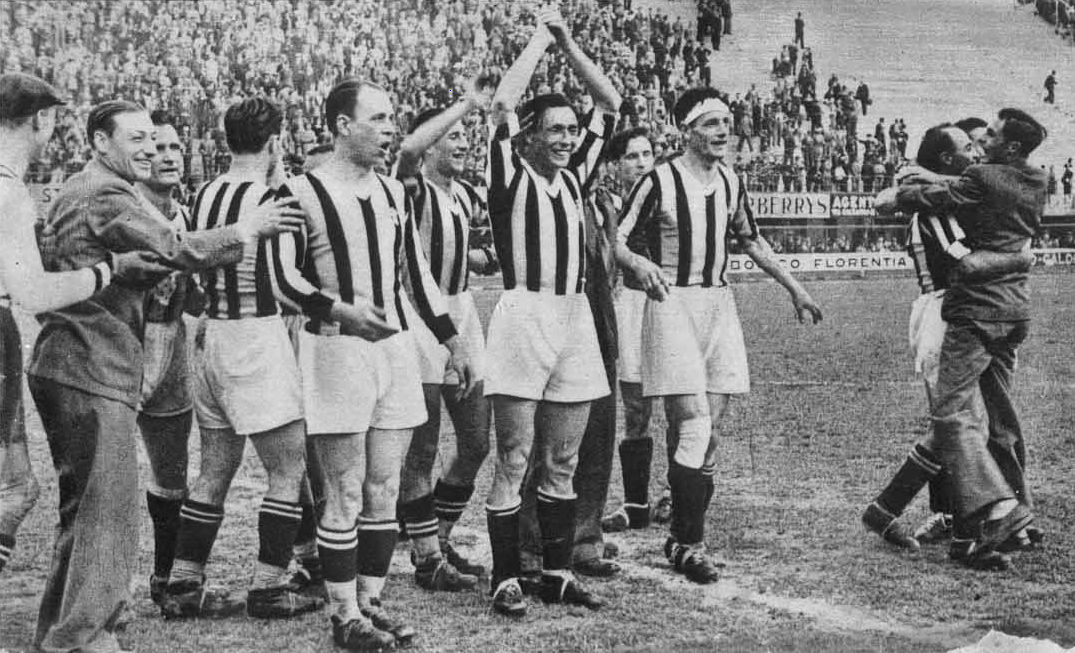
Les juventini fêtent la victoire du dernier titre de Quinquennat d'or, le 2 juin 1935 à Florence.

Lors des deux dernières saisons, la Juventus avait rejoint la demi-finale de la Coupe d'Europe centrale. Après avoir conquis la sélection italienne, Orsi et Cesarini quittèrent l'équipe turinoise et rentrèrent au pays, sur leur terre natale argentine, au printemps 1935. Ferrari fut acheté par l'Ambrosiana-Inter et Caligaris fut cédé au Brescia Calcio.
La mort prématurée du président de la Juventus Edoardo Agnelli au cours de cette année, coïncide avec la fin du dit Quinquennio d'oro. Durant le reste des années 1930 et presque toutes les années 1940, l'équipe bianconera ne remporta plus de scudetto. Il faudra attendre la fin de la décennie, lors de la saison 1949-50 pour revoir la Juve remporter un championnat.

### Impact sur la société italienne
Le dit Quinquennio d'oro de la Juventus, premier grand cycle de victoires d'une équipe de football italienne depuis l'institution de la Serie A, eut un fort impact social dans l'histoire de la nation avant la Seconde Guerre mondiale, transformant le club bianconero au cours des années suivantes en la fiancée d'Italie, nouveau surnom donné au club, pour ses succès toujours plus soutenus dans toute la péninsule, le club détenant à partir de cette date le plus grand nombre de tifosi, premier club du genre à une époque ou les clubs n'étaient soutenus que dans leur ville respective, voir au mieux, dans leur région d'origine.
L'énorme popularité de la société bianconera au début des années 1930, comme l'observe l'historien turinois Aldo Agosti, « était le résultat d'une série particulière de facteurs: un enchaînement de succès, propice à un jeu spectaculaire, une contribution décisive aux succès de la sélection italienne ayant remporté la coupe du monde 1934, et aussi un imaginaire collectif, alimenté par une diffusion croissante des chroniques sportives au quotidien ». En outre, la  « classe, le style ainsi que la dignité artistique, exemple de sportivité chevaleresque » dictée par les médias de masse nationaux lors des premières années du Quinquennio fut un autre facteur important pour étendre la popularité du club dans le reste du pays, processus qui s'accomplira jusque dans les années 1950.
Paradoxalement, durant cette période, un autre motif pour lequel beaucoup de sympathisants de football devinrent juventini fut autre que sportif (selon le professeur à l'Université de Turin Giovanni De Luna). Ce fut pour l'alternative que le club bianconero représentait, et représente encore, celle de l'esprit de clocher inérent dans les traditions régionales, la Juve devenant un « instrument de rébellion » contre les capitales locales, idéologie qui fut accentuée durant l'après-Seconde Guerre mondiale et l'instauration de la république.

« […] La Juventus joue bien, gagne toujours et n'est ni lombarde, ni émilienne, ni vénétienne, ni toscane: elle appartient à une région [Piémont] ayant renforcée l'armée et la bureaucratie nationale: dans cette région, la capitale fut également capitale d'Italie […] Aucune ville périphérique n'avait de haine envers eux [Turin] à l'époque des Communes [Italie non-unifiée]. Elle combattait désormais les équipes décadentes du Quadrilatère [quatre régions citées plus haut] et offraient aux autres italiens la satisfaction d'humilier les principales villes qui régnaient depuis le Moyen Âge : les romagnoles étaient ravis lorsque Bologne était battue par la Juventus tout comme certains lombards étaient ravis lorsque les milanais venaient battre Bergame, Brescia ou Crémone, ces mêmes lombards ayant leur propres équipes, et qui se voyaient être régulièrement vengés par la Juventus. »

— Gianni Brera, Storia critica del calcio italiano, 1975.
En plus de sa popularité, la suprématie de la Juventus dans le football italien fut par le fait qu'elle représentait la totalité de la population, en particulier les émigrants à Turin partis travailler dans les usines FIAT durant les années 1930. Le club devient donc le club de l'Italie, ajouté au grand nombre de joueurs juventini dans l'équipe d'Italie, décisifs lors des succès des azzurri durant l'ère Pozzo, avec une victoire sur la Hongrie en coupe internationale 1933-1935, restée dans la mémoire collective italienne, et favorisant le phénomène de « nationalisation », identité nationale à travers le sport ayant permis à la sélection de se développer. Avec le fascisme et sa volonté de centralisation, la Juventus devient un symbole de cette dualité entre la capitale et la province, cette dernière gardant un certain niveau d'admiration pour la squadra bianconera dans quelques provinces du nord, mais surtout dans les régions lointaines de Turin, dans le sud du pays.

### Héritage historique
Le Quinquennio de la Juventus est le premier âge d'or de l'histoire de la société turinoise, et est la période au cours de laquelle fut inscrite ses caractéristiques essentielles : « le généreux patronage de la dynastie Agnelli, un singulier esprit sportif – le dit style Juventus, considéré comme un modèle de rigueur, discipline et de stabilité établie par l’alors président Edoardo Agnelli, symbolisé par les Trois S (Simplicité, Sérieux, Sobriété), ainsi qu'un soutien très vaste des tifosi à travers tout le pays ».
Les succès du club turinois, les premiers d'Italie à avoir été gérés au niveau professionnel, ont permis la diffusion d'un nouveau type de gestion autant au niveau de la direction du club que dans son schéma tactique, par rapport au reste du football italien, la Juventus l'ayant rendue « plus techniquement et tactiquement homogène, contribuant à rendre la sélection […] reine du football mondial dans les années trente », comme le souligne l'historien du sport Antonino Fugardi.

## Joueurs du Quinquennio
Les dates entre parenthèses sont leur période passées à la Juventus durant ce Quinquennio.
- Oreste Barale (1930-1931)
- Luigi Bertolini (1931-1935)
- Carlo Bigatto (1930-1931)
- Alfredo Bodoira (1930-1933)
- Felice Borel II (1932-1935)
- Attilio Bulgheri (1934-1935)
- Umberto Caligaris (1930-1935)
- Lino Cason (1934-1935)
- Eugenio Castellucci (1930-1931)
- /  Renato Cesarini (1930-1935)
- Gianpiero Combi (1930-1934)
- Carlo Crotti (1930-1931)
- Teobaldo Depetrini (1933-1935)
- Armando Diena (1934-1935)
- Giovanni Ferrari (1930-1935)
- Pietro Ferrero (1930-1934)
- Alfredo Foni (1934-1935)
- Guglielmo Gabetto (1934-1935)
- Mario Genta (1932-1934)
- Umberto Ghibaudo (1930-1931)
- Francesco Imberti (1932-1933)
- José Maglio (1931-1932)
- Marcello Mihalich (1933-1934)
- /  Luis Monti (1931-1935)
- Lino Mosca (1930-1931)
- Federico Munerati (1930-1933)
- /  Raimundo Orsi (1930-1935)
- Gilberto Pogliano (1930-1931)
- Luciano Ramella (1934-1935)
- Francesco Rier (1930-1931)
- Enzo Rosa (1931-1934)
- Virginio Rosetta (1930-1935)
- Duilio Santagostino (1932-1933)
- Pietro Serantoni (1934-1935)
- /  Pietro Sernagiotto (1931-1934)
- Eugenio Staccione (1934-1935)
- Alberto Tiberti (1934-1935)
- Cesare Valinasso (1933-1935)
- Giovanni Varglien (II) (1930-1935)
- Mario Varglien (I) (1930-1935)
- Giovanni Vecchina (1930-1933)
- Oliviero Vojak (II) (1930-1931)
- Aldo Vollono (1930-1931)